# 河口镇 (万源市)
河口镇，是中华人民共和国四川省达州市万源市下辖的一个乡镇级行政单位。2020年6月，撤销秦河乡、庙垭乡，将原秦河乡和原庙垭乡所属行政区域划归河口镇管辖。

## 行政区划
河口镇下辖以下地区：
河口社区、行县坪村、陶坪院村、方斗寨村、金银坎村、土龙场村、红土垭村、东林坝村和沙包寨村。